# Vaso del "ciclo de la vida"
El Vaso del "ciclo de la vida"  es una pieza,  datada del siglo I a. C., que forma parte de los fondos del Museo de historia de Valencia, donde puede contemplarse como parte de su exposición permanente.
La pieza fue hallada en unas excavaciones arqueológicas (dirigidas por  la arqueóloga María Luisa Serrano Marcos y coordinadas por  Alberto Ribera Lacomba, del Servicio de Investigación de Arqueología Municipal de Valencia) realizadas en la plaza Cisneros de la ciudad de Valencia.
Se trata de una tinaja de gran tamaño (sus dimensiones son: altura de 400 milímetros, diámetro boca de 230 milímetros, diámetro base de 132 milímetros) y forma bitroncocónica, que respondería  al subtipo 2.2 establecido por Consuelo Mata Parreño y Helena Bonet Rosado.
La base presenta ligera solera, el cuerpo es ovoide y el diámetro máximo (de 370 milímetros) aparece en la mitad superior del cuerpo. Presenta dos asas geminadas que parten desde la parte inferior del cuello  hasta la mitad superior de la panza. La boca presenta un borde con labio exvasado y moldurado. El material empleado para su realización es una cerámica fina y depurada de color marrón claro-gris-marrón claro.
La decoración, que es de color rojo vinoso, es excepcional e inédita en las producciones ibéricas. En los dibujos, que están en bandas y filetes en el borde, cuello y panza, se  muestra una escena con animales fantásticos que quizás describe un  acontecimiento histórico vivido en Valencia. En la parte inferior aparece una cenefa decorada a pincel peine de 1/4 de círculos concéntricos. En la parte superior del cuerpo se representa un friso metopado enmarcado por las asas, utilizando, como separación del espacio decorativo, una banda vertical en SSS y otra metopa con rombos enlazados entre las que se desarrollan las dos escenas que conforman la ornamentación principal del vaso.
En una de las bandas decorativas aparece una Quimera central junto a otras dos figuras de menor tamaño, portando flecha, lanza y escudo. Completando la escena aparece representado un animal joven, posiblemente un gamo.
En el segundo cuadro decorativo aparece un caballo con las patas delanteras avanzadas y las crines al aire, en clara actitud de huida. Tras esta figura se encuentra un Lobo en posición de ataque a la figura anterior. Entre estos dos animales aparece un gallo corriendo. Los espacios vacíos entre figuras se completan con elementos  de relleno; espirales, ovas y losanges encadenados.